# Rafael Sandoval Sandoval
Rafael Sandoval Sandoval MNM (ur. 10 kwietnia 1947 w Guáscaro Michoacán) – meksykański duchowny rzymskokatolicki, w latach 2016-2024  biskup Autlán.

## Życiorys
Święcenia kapłańskie otrzymał 2 lipca 1974 w zgromadzeniu Misjonarzy Narodzenia Maryi. Był m.in. wikariuszem generalnym prałatury Nuevo Casas Grandes (1980-1986), ojcem duchownym zakonnego seminarium (1988-1993) oraz generałem zakonu (1993-1999).
4 stycznia 2005 został mianowany biskupem diecezji Tarahumara. Sakry biskupiej udzielił mu 9 marca 2005 kard. Crescenzio Sepe.
23 listopada 2015 został przeniesiony na urząd biskupa Autlán, zaś 21 stycznia 2016 kanonicznie objął urząd.
7 lutego 2024 papież Franciszek przyjął jego rezygnację z urzędu złożoną ze względu na wiek.